# Perran Moon
Perran Moon est un homme politique du Parti travailliste britannique qui est député de Camborne et Redruth depuis 2024.

## Biographie
Né Tristan Moon à Redruth, il est baptisé Peregrine et plus tard surnommé Perran lorsqu'il est enfant. Son père, Charles, est médecin généraliste. Sa mère est infirmière à l’hôpital de Treliske. Il fréquente Trewirgie School puis l'école St Erbyn à Penzance.
Moon travaille dans le commerce de détail pour Nissan et Renault. À partir de 2004, il est directeur marketing chez Manheim UK puis chez Auto Trader. Il travaille ensuite comme entrepreneur chez WeWantAnyCar et ClickMechanic. Jusqu'en 2024, il est directeur marketing de Believ, une entreprise de recharge de véhicules électriques.
Moon est conseiller de district du Parti travailliste pour le quartier de Banbury Grimsbury & Hightown au sein du conseil de district de Cherwell dans l'Oxfordshire de 2019 à mai 2023.
Il se présente dans la circonscription de Camborne et Redruth aux élections générales de 2024 après le départ à la retraite de George Eustice. Il est ainsi le premier député travailliste de la circonscription.